# Économie de la Colombie
La Colombie est la 4e puissance économique latino-américaine, derrière le Brésil, le Mexique, l'Argentine, avec un PIB de 171 milliards de dollars (valeur 2007 aux prix et taux de change courants). Depuis les années 1960, la croissance industrielle s’est accélérée et l’économie colombienne s’est diversifiée. Cependant, le pays demeure en partie dépendant du secteur agricole, en particulier de la culture du café et de la canne à sucre et la cocaïne.
La monnaie du pays est le peso colombien (1 euro = 3 400 pesos). La Colombie est en 2016 le deuxième pays le plus inégalitaire d’Amérique latine (après le Honduras) et le septième au monde.

## Histoire
En 1925, la répression d'une grève des ouvriers de la United Fruit, dans la zone bananière de la cote atlantique, fait un millier de victimes.
La croissance régulière de la Colombie s'explique en premier lieu par les grandes richesses naturelles du pays. Dans les années 1990, la Colombie est la première exportatrice mondiale d'émeraudes et la neuvième pour l’or. En outre, elle dispose d’importantes réserves de bauxite, de potasse, de cuivre, de charbon et de nickel. La production de pétrole est par ailleurs élevée. Grâce à ses 2 900 kilomètres de côtes (qui font d'elle le seul pays d’Amérique du Sud à avoir accès aux océans Atlantique et Pacifique), la pêche et l’aquaculture pourraient aussi constituer des facteurs de croissance.
En revanche, l’idée que l’économie du pays repose sur la cocaïne est fausse et provient en partie de la propagande des trafiquants eux-mêmes. L’essentiel des énormes profits du trafic est placé dans des coffres suisses ou panaméens ; c’est l’une des réussites de la propagande des trafiquants que de faire croire que leur fortune est réinvestie dans le pays. Les trafiquants gagnent leur argent aux États-Unis, l’investissent à l’étranger et ne dépensent qu’une toute petite partie en Colombie.
Adopté en 1999 par les gouvernements américain et colombien, le plan Colombie prévoit de favoriser les investissements étrangers en « insist[ant] pour que le gouvernement colombien complète les réformes urgentes destinées à ouvrir complètement son économie à l’investissement et au commerce extérieur ».

## Dette
Entre 1976 et 2006, la dette de la Colombie a doublé tous les dix ans : en 1976, elle s’élevait à environ 3,6 milliards de dollars, puis atteignait 7,2 milliards de dollars en 1986 ; en 1996, elle dépassait 16 milliards de dollars et en 2006, elle franchissait les 36 milliards de dollars.
Depuis 2006, l’accroissement de la dette s'est accéléré : celle-ci atteignait 72 milliards de dollars en 2011 et a atteint les 124 milliards de dollars en 2017, ce qui signifie qu’en moins de 10 ans la dette extérieure de la Colombie a triplé. Environ un quart du budget annuel de la Colombie, soit 20 milliards de dollars, est destiné au remboursement de la dette publique.

## Monnaie
En 2016, le Peso est dévalué de 80 %.

## Corruption
La corruption dans la gestion publique en Colombie est fortement répandue et de nature structurelle. Cette situation génère des pertes pour le pays estimées à environ 15 milliards de dollars. La Colombie n’a pas non plus échappé aux scandales portant sur des millions de dollars distribués sous forme de pots-de-vin par l’entreprise brésilienne de construction Odebrecht, auxquels s’ajoute celui de la raffinerie de Carthagène, un cas de détournement de fonds publics dévoilé en 2016 et impliquant des membres des gouvernements d’Álvaro Uribe [2002-2010] et de Juan Manuel Santos [2010-2018].

## Secteur primaire
La Colombie est l'un des 5 plus grands producteurs au monde de café, avocat et huile de palme, et l'un des 10 plus grands producteurs au monde de canne à sucre, banane, ananas et cacao.
La Colombie a produit, en 2018, 36,2 millions de tonnes de canne à sucre (7e producteur mondial), 5,8 millions de tonnes de huile de palme (5e producteur mondial), 3,7 millions de tonnes de banane et 3,5 millions de tonnes de plantain (4e producteur mondial de banane) et 720 000 tonnes de café (4e producteur mondial, derrière le Brésil, le Vietnam et l'Indonésie). Bien que son voisin le Brésil soit le plus grand producteur de café au monde (3,5 millions de tonnes produites la même année), la publicité menée par le pays depuis des décennies suggère que le café colombien est de meilleure qualité, ce qui génère une plus grande valeur ajoutée pour le pays produit. La même année, la Colombie a produit 3,3 millions de tonnes de riz, 3,1 millions de tonnes de pommes de terre, 2,2 millions de tonnes de manioc, 1,3 million de tonnes de maïs, 900 000 tonnes de ananas, 670 000 tonnes oignon, 527 000 tonnes de tomate, 419 000 tonnes de igname , 338 000 tonnes de mangue, 326 000 tonnes de avocat, en plus de petites productions d'autres produits agricoles tels que orange, mandarine, citron, papaye, haricot, carotte, noix de coco, pastèque , etc.
Dans la production de viande de bœuf et de poulet, la Colombie fait partie des 20 plus grands producteurs au monde.
La Colombie est le plus grand producteur d'émeraudes au monde.
Dans la production de pétrole, le Colombie était le 20e producteur mondial de pétrole en 2019, avec 886 mille barils / jour. Dans la production de gaz naturel, en 2018, la Colombie a produit 379 bcf (milliards de pieds cubes).
Les réserves de pétrole sont en 2010 estimées à 2 milliards de barils, la production est passée de 600 000 barils par jour en 2006 à plus de 800 000 en 2010. La production devrait dépasser le million de barils par jour en 2011 puis atteindre 1,5 million en 2015, selon l'Asociación Colombiana del Petróleo.
Les investissements étrangers dans le domaine minier ont considérablement augmenté au cours des années 2000, étant considérés comme une priorité par le gouvernement colombien et bénéficiant à cet effet de mesures incitatives. Avec l’arrivée des multinationales AngloGold Ashanti (sud-africaine), BHP Billiton (anglo-australienne), Greystar Resources Ltd (canadienne), Drummond Company et MMC (américaines), les investissements directs étrangers (IDE) dans le secteur minier sont passés de 463 millions en 1999 à 3 milliards de dollars en 2009, soit une hausse de 640 %. Le plan national de développement minier, publié en 2006, établit que « seul le secteur privé est capable de développer l’industrie minière en Colombie ». À cet effet, le gouvernement dépense plus de 5 milliards de dollars pour l’aménagement d’infrastructures liées aux secteurs de la mine et de l’énergie : deux fois et demie ses dépenses en infrastructures pour les transports, dix fois plus que les sommes consacrées au logement, vingt fois plus que pour le réseau des télécommunications. Le président Alvaro Uribe Vélez a par ailleurs assoupli le code minier en 2009 pour faciliter l’obtention des concessions d’exploration et leur enregistrement. Leur durée a été étendue (de cinq à onze ans) et la taxe liée à l’utilisation des terrains a été considérablement réduite.
En 2010, 13 % des propriétaires terriens détiennent 77 % des terres.
En 2018, la Colombie a produit plus de 84 millions de tonnes de charbon et elle en est le cinquième exportateur mondial.

## Secteur secondaire
La Banque mondiale répertorie chaque année les principaux pays manufacturiers par valeur totale de fabrication. Selon la liste de 2019, le Colombie possède le 46e plus grand industrie au monde (35,4 milliards de dollars).

## Chiffres clés
- Produit intérieur brut : 171 979 millions de dollars américains (2007)
- PIB par habitant : 7 200 US$ (2007)
- Population active : 20 220 000 habitants (2004)
- Chômage : 10,60 % de la population (2007)
- Inflation : 5,5 % (2007)
- Exportations : 28,4 milliards US$ (2007)
- Importations : 30,8 milliards US$ (2007)
- Solde : déficit de 2,4 milliards US$ (2007)
- Parité de pouvoir d'achat : 325 552 millions de dollars US (2004)
- Agriculture, forêt, pêche : 12,6 % du PIB (2004)
- Mines, manufactures, constructions, services publics : nc.
- Services : 87,4 % du PIB (2004)
- Dépenses des administrations publiques : 20,5 % du PIB (2004)
- Exportation de biens et services : 19,9 % du PIB (2004)
- Importation de biens et services : 20,2 % du PIB (2004)
- Dépenses pour l'éducation : 5,2 % du PIB en Colombie (2003)
- Utilisateurs d'Internet : 79,8 ‰ de la population en Colombie (2004)
- Dépenses de santé : 8,1 % du PIB (2002)